# Kommunalwahlen in Namibia 2015
Die Kommunalwahlen in Namibia 2015 fanden am 27. November 2015 parallel mit den Regionalratswahlen statt. Am 23. November 2015 wurde ein Sonderwahltag für Polizisten, Wahlhelfer und Personen zur See abgehalten.
Der 27. November wurde am 24. November von Staatspräsident Hage Geingob zu einem offiziellen Feiertag erklärt.

## Wählerregistrierung
Die Registrierung der Wähler fand zwischen dem 15. Januar und 2. März 2014 statt. Hierfür standen knapp 3000 mobile und stationäre Registrierungsstellen zur Verfügung. Die Wählerliste wurde, nachdem es einige Beschwerden gegeben hatte, bis Mitte Juni 2014 erarbeitet. Eine Nachregistrierung fand im September 2014 statt. Insgesamt wurden 1.241.194 Wähler zugelassen. Zur Registrierung ist der Nachweis des Aufenthaltes in einem bestimmten Kommune seit mindestens 12 Monaten notwendig.

## Wahlergebnis
Bereits über einen Monat vor den Wahlen, standen am 20. Oktober 2015 in fünf der Kommunalverwaltungen bereits die Sieger fest, da es keine Gegenkandidaten gab.
Die SWAPO ging als großer Gewinner aus den Wahlen hervor. 
Die Wahlbeteiligung lag bei 39,8 Prozent.
- SWAPO: 279
- DTA: 42
- UDF: 22
- NUDO: 11
- RDP: 11
- APP: 4
- COD: 1
- Sonst.: 4

Anmerkung: Trend gegenüber der vorherigen Wahl 2010.

### Arandis
| Partei    | Stimmen | Stimmenanteil | Sitze |
| --------- | ------- | ------------- | ----- |
| SWAPO     | 780 ▲   | 66,6 % ▼      | 5 ▬   |
| UDF       | 295 ▲   | 25,2 % ▲      | 2 ▬   |
| DTA       | 77      | 6,6 %         | 0     |
| Insgesamt | 1172 ▲  | 100 %         | 7     |

### Aranos
| Partei    | Stimmen | Stimmenanteil | Sitze |
| --------- | ------- | ------------- | ----- |
| SWAPO     | 598 ▲   | 53,6 % ▼      | 4 ▬   |
| RDP       | 246 ▲   | 22,0 % ▲      | 2 ▲   |
| DTA       | 194 ▼   | 17,4 % ▲      | 1 ▼   |
| RP        | 78      | 6,9 %         | 0     |
| Insgesamt | 1116 ▲  | 100 %         | 7     |

### Aroab
| Partei    | Stimmen | Stimmenanteil | Sitze |
| --------- | ------- | ------------- | ----- |
| SWAPO     | 267 ▲   | 46,9 % ▲      | 2 ▬   |
| DTA       | 216 ▼   | 37,9 % ▼      | 2 ▬   |
| RDP       | 86 ▼    | 15,1 % ▼      | 1 ▬   |
| Insgesamt | 569 ▼   | 100 %         | 5     |

### Berseba
| Partei    | Stimmen | Stimmenanteil | Sitze |
| --------- | ------- | ------------- | ----- |
| SWAPO     | 266 ▲   | 52,1 % ▲      | 3 ▲   |
| DTA       | 200 ▼   | 39,1 % ▼      | 2 ▼   |
| RDP       | 45      | 8,8 %         | 0     |
| Insgesamt | 511 ▲   | 100 %         | 5     |

### Bethanie
| Partei    | Stimmen | Stimmenanteil | Sitze |
| --------- | ------- | ------------- | ----- |
| SWAPO     | 278 ▲   | 54,2 % ▲      | 3 ▲   |
| DTA       | 188 ▲   | 36,6 % ▲      | 2 ▲   |
| RDP       | 47 ▼    | 9,2 % ▼       | 0 ▼   |
| Insgesamt | 513 ▼   | 100 %         | 5     |

### Bukalo
| Partei    | Stimmen | Stimmenanteil | Sitze |
| --------- | ------- | ------------- | ----- |
| SWAPO     | 189     | 90,4 %        | 5     |
| DTA       | 18      | 8,6 %         | 0     |
| NDP       | 2       | 1,0 %         | 0     |
| Insgesamt | 209     | 100 %         | 5     |

### Divundu
| Partei    | Stimmen | Stimmenanteil | Sitze |
| --------- | ------- | ------------- | ----- |
| SWAPO     | 631     | 84,7 %        | 4     |
| APP       | 68      | 9,1 %         | 1     |
| DTA       | 46      | 6,2 %         | 0     |
| Insgesamt | 745     | 100 %         | 5     |

### Eenhana
| Partei    | Stimmen | Stimmenanteil | Sitze |
| --------- | ------- | ------------- | ----- |
| SWAPO     | 1322 ▲  | 89,7 % ▲      | 6 ▬   |
| RDP       | 152 ▼   | 10,3 % ▼      | 1 ▬   |
| Insgesamt | 1474 ▼  | 100 %         | 7     |

### Gibeon
| Partei    | Stimmen | Stimmenanteil | Sitze |
| --------- | ------- | ------------- | ----- |
| SWAPO     | 680 ▲   | 79,7 % ▲      | 4 ▲   |
| DTA       | 82 ▲    | 9,6 % ▲       | 1 ▲   |
| RDP       | 51 ▼    | 5,9 % ▼       | 0 ▼   |
| APP       | 40      | 4,7 %         | 0     |
| Insgesamt | 853 ▲   | 100 %         | 5     |

### Gobabis
| Partei    | Stimmen | Stimmenanteil | Sitze |
| --------- | ------- | ------------- | ----- |
| SWAPO     | 3077 ▲  | 71,1 % ▲      | 5 ▬   |
| DTA       | 682 ▲   | 15,8 % ▲      | 1 ▬   |
| NUDO      | 153 ▼   | 3,5 % ▼       | 1 ▲   |
| APP       | 143     | 3,3 %         | 0     |
| SWANU     | 136     | 3,1 %         | 0     |
| RDP       | 99 ▼    | 2,3 %         | 0 ▼   |
| WRP       | 36      | 0,8 %         | 0     |
| Insgesamt | 4326 ▲  | 100 %         | 7     |

### Gochas
| Partei    | Stimmen | Stimmenanteil | Sitze |
| --------- | ------- | ------------- | ----- |
| SWAPO     | 326 ▲   | 66,9 % ▲      | 3 ▬   |
| CoD       | 96 ▲    | 19,7 % ▲      | 1 ▬   |
| DTA       | 36 ▼    | 7,4 % ▼       | 1 ▲   |
| RDP       | 29 ▼    | 5,9 % ▼       | 0 ▼   |
| Insgesamt | 487 ▼   | 100 %         | 5     |

### Grootfontein
| Partei    | Stimmen | Stimmenanteil | Sitze |
| --------- | ------- | ------------- | ----- |
| SWAPO     | 2019 ▲  | 70,9 % ▲      | 5 ▬   |
| DTA       | 546 ▲   | 19,2 % ▲      | 1 ▲   |
| APP       | 154 ▲   | 5,4 % ▲       | 1 ▲   |
| RDP       | 65 ▼    | 2,3 % ▼       | 0 ▼   |
| RP        | 63      | 2,2 %         | 0     |
| Insgesamt | 2847 ▼  | 100 %         | 7     |

### Helao Nafidi
| Partei    | Stimmen | Stimmenanteil | Sitze |
| --------- | ------- | ------------- | ----- |
| SWAPO     | 2261 ▲  | 84,5 % ▲      | 6 ▬   |
| RDP       | 272 ▼   | 10,2 % ▼      | 1 ▬   |
| DTA       | 143 ▲   | 5,3 % ▲       | 0 ▬   |
| Insgesamt | 2676 ▲  | 100 %         | 7     |

### Henties Bay
| Partei                           | Stimmen | Stimmenanteil | Sitze |
| -------------------------------- | ------- | ------------- | ----- |
| SWAPO                            | 702 ▲   | 45,2 % ▲      | 3 ▬   |
| UDF                              | 357 ▲   | 22,9 % ▲      | 2 ▲   |
| Civic Association of Henties Bay | 266 ▼   | 17,1 % ▼      | 1 ▼   |
| DTA                              | 129     | 8,3 %         | 1     |
| RP                               | 79      | 5,1 %         | 0     |
| RDP                              | 20 ▼    | 1,3 % ▼       | 0 ▬   |
| Insgesamt                        | 1553 ▼  | 100 %         | 7     |

### Kalkrand
| Partei    | Stimmen | Stimmenanteil | Sitze |
| --------- | ------- | ------------- | ----- |
| SWAPO     | 399 ▲   | 68,6 % ▲      | 4 ▲   |
| RDP       | 121 ▼   | 20,8 % ▼      | 1 ▼   |
| APP       | 36      | 6,2 %         | 0     |
| DTA       | 26 ▲    | 4,5 % ▲       | 0 ▬   |
| Insgesamt | 582 ▲   | 100 %         | 5     |

### Kamanjab
| Partei    | Stimmen | Stimmenanteil | Sitze |
| --------- | ------- | ------------- | ----- |
| SWAPO     | 689 ▲   | 60,4 % ▲      | 3 ▲   |
| UDF       | 375 ▼   | 32,9 % ▼      | 2 ▼   |
| DTA       | 59 ▲    | 5,2 % ▲       | 0 ▬   |
| APP       | 13      | 1,1 %         | 0     |
| RDP       | 4 ▼     | 0,4 % ▼       | 0 ▬   |
| Insgesamt | 1140 ▲  | 100 %         | 5     |

### Karasburg
| Partei    | Stimmen | Stimmenanteil | Sitze |
| --------- | ------- | ------------- | ----- |
| SWAPO     | 586 ▲   | 65,6 % ▲      | 5 ▲   |
| DTA       | 204 ▲   | 22,8 % ▲      | 2 ▲   |
| RDP       | 45 ▼    | 5,0 % ▼       | 0 ▼   |
| RP        | 36      | 4,0 %         | 0     |
| DPN       | 22 ▼    | 2,4 % ▼       | 0 ▼   |
| Insgesamt | 893 ▲   | 100 %         | 7     |

### Karibib
| Partei                        | Stimmen | Stimmenanteil | Sitze |
| ----------------------------- | ------- | ------------- | ----- |
| SWAPO                         | 653 ▲   | 61,3 % ▲      | 4 ▬   |
| UDF                           | 223 ▼   | 20,9 % ▼      | 2 ▬   |
| Karibib Residents Association | 128     | 12,0 %        | 1     |
| RDP                           | 38 ▼    | 3,6 % ▼       | 0 ▼   |
| RP                            | 23      | 2,2 %         | 0     |
| Insgesamt                     | 1065 ▲  | 100 %         | 7     |

### Katima Mulilo
| Partei                                  | Stimmen | Stimmenanteil | Sitze |
| --------------------------------------- | ------- | ------------- | ----- |
| SWAPO                                   | 1875 ▼  | 83,8 % ▲      | 6 ▬   |
| DTA                                     | 163 ▲   | 7,3 % ▲       | 1 ▲   |
| RDP                                     | 82 ▼    | 3,7 % ▼       | 0 ▼   |
| Katima Alliance Development Association | 52 ▲    | 2,3 % ▲       | 0 ▬   |
| APP                                     | 33 ▲    | 1,5 % ▼       | 0 ▼   |
| NDP                                     | 33      | 1,5 %         | 0     |
| Insgesamt                               | 2238 ▼  | 100 %         | 7     |

### Keetmanshoop
| Partei    | Stimmen | Stimmenanteil | Sitze |
| --------- | ------- | ------------- | ----- |
| SWAPO     | 2337 ▲  | 71,1 % ▲      | 5 ▲   |
| DTA       | 538 ▲   | 16,4 % ▲      | 1 ▬   |
| RDP       | 186 ▼   | 5,7 % ▼       | 1 ▼   |
| RP        | 141     | 4,3 %         | 0     |
| DPN       | 52 ▼    | 1,6 % ▼       | 0 ▼   |
| WRP       | 35      | 1,0 %         | 0     |
| Insgesamt | 3289 ▲  | 100 %         | 7     |

### Khorixas
| Partei    | Stimmen | Stimmenanteil | Sitze |
| --------- | ------- | ------------- | ----- |
| SWAPO     | 1741 ▲  | 54,9 % ▲      | 4 ▲   |
| UDF       | 1345 ▼  | 42,4 % ▼      | 3 ▼   |
| DTA       | 71      | 2,2 %         | 0     |
| RDP       | 15 ▼    | 0,5 % ▼       | 0 ▬   |
| Insgesamt | 3172 ▲  | 100 %         | 7     |

### Koës
| Partei    | Stimmen | Stimmenanteil | Sitze |
| --------- | ------- | ------------- | ----- |
| SWAPO     | 336 ▲   | 67,5 % ▲      | 3 ▲   |
| DTA       | 105 ▲   | 21,1 % ▼      | 1 ▬   |
| RDP       | 57 ▼    | 11,4 % ▼      | 1 ▼   |
| Insgesamt | 498 ▼   | 100 %         | 5     |

### Leonardville
| Partei    | Stimmen | Stimmenanteil | Sitze |
| --------- | ------- | ------------- | ----- |
| SWAPO     | 305 ▲   | 61,7 % ▲      | 3 ▬   |
| NUDO      | 62 ▲    | 12,6 % ▲      | 1 ▬   |
| RDP       | 54 ▼    | 10,9 % ▼      | 1 ▬   |
| DTA       | 37 ▲    | 7,5 % ▲       | 0 ▬   |
| RP        | 36      | 7,3 %         | 0     |
| Insgesamt | 494 ▲   | 100 %         | 5     |

### Lüderitz
| Partei    | Stimmen | Stimmenanteil | Sitze |
| --------- | ------- | ------------- | ----- |
| SWAPO     | 2679 ▼  | 87,2 % ▲      | 6 ▬   |
| DTA       | 265 ▲   | 8,6 % ▲       | 1 ▲   |
| RDP       | 127 ▼   | 4,1 % ▼       | 0 ▼   |
| Insgesamt | 3071 ▼  | 100 %         | 7     |

### Maltahöhe
| Partei    | Stimmen | Stimmenanteil | Sitze |
| --------- | ------- | ------------- | ----- |
| SWAPO     | 511 ▲   | 69,5 % ▲      | 4 ▲   |
| APP       | 109 ▲   | 14,8 % ▼      | 1 ▬   |
| DPN       | 51 ▼    | 6,9 % ▼       | 0 ▬   |
| DTA       | 32 ▲    | 4,4 % ▼       | 0 ▬   |
| RDP       | 32 ▼    | 4,4 % ▼       | 0 ▼   |
| Insgesamt | 735 ▲   | 100 %         | 5     |

### Mariental
| Partei    | Stimmen | Stimmenanteil | Sitze |
| --------- | ------- | ------------- | ----- |
| SWAPO     | 1325 ▲  | 85,1 % ▲      | 6 ▲   |
| DTA       | 139 ▲   | 8,9 % ▲       | 1 ▲   |
| RDP       | 93 ▼    | 5,9 % ▼       | 0 ▼   |
| Insgesamt | 1557 ▼  | 100 %         | 7     |

### Nkurenkuru
| Partei    | Stimmen | Stimmenanteil | Sitze |
| --------- | ------- | ------------- | ----- |
| SWAPO     | 1603 ▲  | 95,9 % ▲      | 7 ▬   |
| DTA       | 35      | 2,1 %         | 0     |
| RP        | 32      | 1,9 %         | 0     |
| Insgesamt | 1670 ▲  | 100 %         | 7     |

### Okahandja
| Partei                           | Stimmen | Stimmenanteil | Sitze |
| -------------------------------- | ------- | ------------- | ----- |
| SWAPO                            | 2572 ▲  | 70,5 % ▲      | 5 ▲   |
| DTA                              | 236 ▲   | 6,4 % ▲       | 1 ▲   |
| UDF                              | 213 ▼   | 5,8 % ▼       | 1 ▬   |
| Okahandja Rate Payer Association | 176     | 4,8 %         | 0     |
| NUDO                             | 156 ▼   | 4,3 % ▼       | 0 ▬   |
| RDP                              | 112 ▼   | 3,1 % ▼       | 0 ▼   |
| APP                              | 71      | 1,9 %         | 0     |
| RP                               | 60      | 1,6 %         | 0     |
| WRP                              | 14      | 0,4 %         | 0     |
| Insgesamt                        | 3650 ▲  | 100 %         | 7     |

### Okahao
| Partei    | Stimmen   | Stimmenanteil | Sitze |
| --------- | --------- | ------------- | ----- |
| SWAPO     | ohne Wahl | ohne Wahl     | 7     |
| Insgesamt |           |               | 7     |

### Okakarara
| Partei    | Stimmen | Stimmenanteil | Sitze |
| --------- | ------- | ------------- | ----- |
| NUDO      | 842 ▲   | 41,8 % ▼      | 3 ▬   |
| SWAPO     | 538 ▲   | 24,7 % ▲      | 2 ▬   |
| DTA       | 483 ▲   | 23,9 % ▲      | 2 ▬   |
| WRP       | 115     | 5,7 %         | 0     |
| SWANU     | 37 ▲    | 1,8 % ▲       | 0 ▬   |
| Insgesamt | 2015 ▲  | 100 %         | 7     |

### Okongo
| Partei    | Stimmen | Stimmenanteil | Sitze |
| --------- | ------- | ------------- | ----- |
| SWAPO     | 881     | 90,8 %        | 5     |
| RDP       | 60      | 6,2 %         | 0     |
| DTA       | 29      | 2,9 %         | 0     |
| Insgesamt | 970     | 100 %         | 5     |

### Omaruru
| Partei    | Stimmen | Stimmenanteil | Sitze |
| --------- | ------- | ------------- | ----- |
| SWAPO     | 1116 ▲  | 50,1 % ▲      | 4 ▲   |
| UDF       | 590 ▲   | 26,5 % ▲      | 2 ▲   |
| DTA       | 291 ▲   | 13,1 % ▲      | 1 ▲   |
| NUDO      | 158 ▲   | 7,1 % ▬       | 0 ▼   |
| RDP       | 44 ▼    | 1,9 % ▼       | 0 ▼   |
| SWANU     | 26      | 1,2 %         | 0     |
| Insgesamt | 2226 ▲  | 100 %         | 7     |

### Omuthiya
| Partei    | Stimmen   | Stimmenanteil | Sitze |
| --------- | --------- | ------------- | ----- |
| SWAPO     | ohne Wahl | ohne Wahl     | 7     |
| Insgesamt |           |               | 7     |

### Ondangwa
| Partei    | Stimmen | Stimmenanteil | Sitze |
| --------- | ------- | ------------- | ----- |
| SWAPO     | 2582 ▼  | 90,2 % ▲      | 6 ▬   |
| DTA       | 158 ▲   | 4,4 % ▲       | 1 ▲   |
| RDP       | 123 ▼   | 4,3 % ▼       | 0 ▼   |
| Insgesamt | 2863 ▼  | 100 %         | 7     |

### Ongwediva
| Partei    | Stimmen | Stimmenanteil | Sitze |
| --------- | ------- | ------------- | ----- |
| SWAPO     | 2264 ▼  | 93,2 % ▲      | 7 ▲   |
| RDP       | 166 ▼   | 6,8 % ▼       | 0 ▼   |
| Insgesamt | 2430 ▼  | 100 %         | 7     |

### Oniipa
| Partei    | Stimmen   | Stimmenanteil | Sitze |
| --------- | --------- | ------------- | ----- |
| SWAPO     | ohne Wahl | ohne Wahl     | 7     |
| Insgesamt |           |               | 7     |

### Opuwo
| Partei    | Stimmen | Stimmenanteil | Sitze |
| --------- | ------- | ------------- | ----- |
| SWAPO     | 1593 ▲  | 48,3 % ▼      | 4 ▬   |
| DTA       | 1504 ▲  | 45,6 % ▲      | 3 ▲   |
| NUDO      | 155 ▼   | 4,7 % ▼       | 0 ▼   |
| RDP       | 44 ▼    | 1,3 % ▼       | 0 ▬   |
| Insgesamt | 3296 ▲  | 100 %         | 7     |

### Oranjemund
| Partei    | Stimmen | Stimmenanteil | Sitze |
| --------- | ------- | ------------- | ----- |
| SWAPO     | 1584    | 92,6 %        | 6     |
| RDP       | 126     | 7,4 %         | 1     |
| Insgesamt | 1710    | 100 %         | 7     |

### Oshakati
| Partei    | Stimmen | Stimmenanteil | Sitze |
| --------- | ------- | ------------- | ----- |
| SWAPO     | 4569 ▼  | 91,2 % ▲      | 6 ▬   |
| DTA       | 330 ▲   | 6,6 % ▲       | 1 ▲   |
| RDP       | 111 ▼   | 2,62 % ▼      | 0 ▼   |
| Insgesamt | 5010 ▼  | 100 %         | 7     |

### Oshikuku
| Partei    | Stimmen | Stimmenanteil | Sitze |
| --------- | ------- | ------------- | ----- |
| SWAPO     | 497     | 96,9 %        | 7 ▬   |
| DTA       | 16      | 3,1 %         | 0     |
| Insgesamt | 513     | 100 %         | 7     |

### Otavi
| Partei    | Stimmen | Stimmenanteil | Sitze |
| --------- | ------- | ------------- | ----- |
| SWAPO     | 957 ▲   | 87,2 % ▲      | 6 ▲   |
| DTA       | 79      | 7,2 %         | 1     |
| APP       | 35      | 3,2 %         | 0     |
| RDP       | 26 ▼    | 2,4 % ▼       | 0 ▼   |
| Insgesamt | 1097 ▼  | 100 %         | 7 ▲   |

### Otjinene
| Partei    | Stimmen | Stimmenanteil | Sitze |
| --------- | ------- | ------------- | ----- |
| NUDO      | 787     | 53,2 %        | 3     |
| SWAPO     | 488     | 32,9 %        | 1     |
| DTA       | 204     | 13,8 %        | 1     |
| Insgesamt | 1479    | 100 %         | 5     |

### Otjiwarongo
| Partei                               | Stimmen | Stimmenanteil | Sitze |
| ------------------------------------ | ------- | ------------- | ----- |
| SWAPO                                | 3901 ▲  | 70,6 % ▲      | 5 ▲   |
| DTA                                  | 454 ▲   | 8,2 % ▲       | 1 ▲   |
| UDF                                  | 442 ▲   | 8,0 % ▼       | 1 ▬   |
| NUDO                                 | 298 ▲   | 5,4 % ▬       | 0 ▬   |
| Association of Otjiwarongo Residents | 238 ▼   | 4,3 % ▼       | 0 ▼   |
| APP                                  | 141     | 2,6 %         | 0     |
| RDP                                  | 50 ▼    | 0,9 % ▼       | 0 ▼   |
| Insgesamt                            | 5524 ▲  | 100 %         | 7     |

### Outapi
| Partei    | Stimmen   | Stimmenanteil | Sitze |
| --------- | --------- | ------------- | ----- |
| SWAPO     | ohne Wahl | ohne Wahl     | 7     |
| Insgesamt |           |               | 7     |

### Outjo
| Partei    | Stimmen | Stimmenanteil | Sitze |
| --------- | ------- | ------------- | ----- |
| SWAPO     | 1307 ▲  | 53,2 % ▲      | 4 ▲   |
| UDF       | 706 ▲   | 38,7 % ▼      | 2 ▬   |
| DTA       | 381 ▲   | 15,5 % ▲      | 1 ▲   |
| RDP       | 64 ▼    | 2,6 % ▼       | 0 ▼   |
| Insgesamt | 2458 ▲  | 100 %         | 7     |

### Rehoboth
| Partei    | Stimmen | Stimmenanteil | Sitze |
| --------- | ------- | ------------- | ----- |
| SWAPO     | 4519 ▲  | 53,9 % ▼      | 4 ▬   |
| UPM       | 3101 ▲  | 37,0 % ▲      | 3 ▲   |
| DTA       | 482     | 5,8 %         | 0     |
| RDP       | 179 ▼   | 2,1 % ▼       | 0 ▼   |
| UDF       | 99 ▼    | 1,2 % ▼       | 0 ▬   |
| Insgesamt | 8380 ▲  | 100 %         | 7     |

### Ruacana
| Partei    | Stimmen | Stimmenanteil | Sitze |
| --------- | ------- | ------------- | ----- |
| SWAPO     | 824 ▲   | 90,9 % ▲      | 6 ▬   |
| NUDO      | 53 ▼    | 5,8 % ▼       | 1 ▬   |
| DTA       | 29      | 3,2 %         | 0     |
| Insgesamt | 906 ▲   | 100 %         | 7     |

### Rundu
| Partei                              | Stimmen | Stimmenanteil | Sitze |
| ----------------------------------- | ------- | ------------- | ----- |
| SWAPO                               | 6973 ▲  | 73,4 % ▲      | 5 ▬   |
| Rundu Concerned Citizen Association | 1043 ▼  | 10,9 % ▼      | 1 ▬   |
| APP                                 | 973 ▲   | 10,2 % ▲      | 1 ▬   |
| DTA                                 | 331 ▲   | 3,5 % ▲       | 0 ▬   |
| RDP                                 | 142 ▼   | 1,5 % ▼       | 0 ▬   |
| RP                                  | 35      | 0,4 %         | 0     |
| Insgesamt                           | 9497 ▲  | 100 %         | 7     |

### Stampriet
| Partei    | Stimmen | Stimmenanteil | Sitze |
| --------- | ------- | ------------- | ----- |
| SWAPO     | 460 ▲   | 82,9 % ▲      | 4 ▬   |
| DTA       | 63 ▲    | 11,4 % ▲      | 1 ▲   |
| RDP       | 32 ▼    | 5,8 % ▼       | 0 ▼   |
| Insgesamt | 555 ▲   | 100 %         | 5     |

### Swakopmund
| Partei                           | Stimmen | Stimmenanteil | Sitze |
| -------------------------------- | ------- | ------------- | ----- |
| SWAPO                            | 5534 ▲  | 62,3 % ▲      | 6 ▬   |
| UDF                              | 1168 ▲  | 13,2 % ▲      | 1 ▬   |
| Swakopmund Residents Association | 790 ▼   | 8,9 % ▼       | 1 ▬   |
| DTA                              | 497     | 5,6 %         | 1     |
| NUDO                             | 296 ▲   | 3,3 % ▼       | 1 ▬   |
| RDP                              | 189 ▼   | 2,1 % ▼       | 0 ▼   |
| CDV                              | 133     | 1,5 %         | 0     |
| APP                              | 126     | 1,4 %         | 0     |
| SWANU                            | 83      | 0,9 %         | 0     |
| RP                               | 63      | 0,7 %         | 0     |
| Insgesamt                        | 8879 ▲  | 100 %         | 10    |

### Tsandi
| Partei    | Stimmen   | Stimmenanteil | Sitze |
| --------- | --------- | ------------- | ----- |
| SWAPO     | ohne Wahl | ohne Wahl     | 7     |
| Insgesamt |           |               | 7     |

### Tses
| Partei    | Stimmen | Stimmenanteil | Sitze |
| --------- | ------- | ------------- | ----- |
| SWAPO     | 260 ▲   | 62,5 % ▲      | 3 ▬   |
| DTA       | 156 ▲   | 37,5 % ▲      | 2 ▲   |
| Insgesamt | 416 ▲   | 100 %         | 5     |

### Tsumeb
| Partei    | Stimmen | Stimmenanteil | Sitze |
| --------- | ------- | ------------- | ----- |
| SWAPO     | 3149 ▲  | 85,3 % ▲      | 6 ▲   |
| DTA       | 251 ▲   | 6,8 % ▲       | 1 ▲   |
| APP       | 154 ▲   | 4,2 % ▲       | 0 ▬   |
| RDP       | 65 ▼    | 1,8 % ▼       | 0 ▼   |
| RP        | 63      | 1,7 %         | 0     |
| Insgesamt | 3693 ▲  | 100 %         | 7     |

### Usakos
| Partei    | Stimmen | Stimmenanteil | Sitze |
| --------- | ------- | ------------- | ----- |
| SWAPO     | 513 ▲   | 51,2 % ▲      | 4 ▬   |
| UDF       | 297 ▼   | 29,6 % ▼      | 2 ▬   |
| DTA       | 76      | 7,6 %         | 1     |
| CDV       | 35      | 3,5 %         | 0     |
| NUDO      | 35      | 3,5 %         | 0     |
| RDP       | 28 ▼    | 2,8 % ▼       | 0 ▼   |
| CoD       | 18 ▼    | 1,8 % ▼       | 0 ▬   |
| Insgesamt | 1002 ▼  | 100 %         | 7     |

### Walvis Bay
| Partei    | Stimmen | Stimmenanteil | Sitze |
| --------- | ------- | ------------- | ----- |
| SWAPO     | 5818 ▼  | 81,4 % ▼      | 8 ▬   |
| DTA       | 565 ▲   | 7,9 % ▲       | 1 ▲   |
| UDF       | 433 ▲   | 6,0 % ▲       | 1 ▬   |
| RDP       | 141 ▼   | 1,9 % ▼       | 0 ▼   |
| NUDO      | 107     | 1,5 %         | 0     |
| APP       | 81      | 1,1 %         | 0     |
| Insgesamt | 7145 ▼  | 100 %         | 10    |

### Windhoek
| Partei    | Stimmen  | Stimmenanteil | Sitze |
| --------- | -------- | ------------- | ----- |
| SWAPO     | 37.533 ▲ | 77,4 % ▲      | 12 ▲  |
| DTA       | 4171 ▲   | 8,6 % ▲       | 1 ▲   |
| NUDO      | 1453 ▲   | 3,0 % ▼       | 1 ▬   |
| RDP       | 1422 ▼   | 2,9 % ▼       | 1 ▼   |
| UDF       | 1294 ▲   | 2,7 % ▬       | 0 ▬   |
| RP        | 849      | 1,8 %         | 0     |
| APP       | 807 ▲    | 1,7 % ▲       | 0 ▬   |
| SWANU     | 516      | 1,1 %         | 0     |
| CDV       | 217      | 0,4 %         | 0     |
| WRP       | 199      | 0,4 %         | 0     |
| Insgesamt | 48.461 ▲ | 100 %         | 15    |

### Witvlei
| Partei    | Stimmen | Stimmenanteil | Sitze |
| --------- | ------- | ------------- | ----- |
| SWAPO     | 344 ▲   | 60,2 % ▲      | 3 ▬   |
| UDF       | 125 ▼   | 21,9 % ▼      | 1 ▬   |
| DTA       | 72      | 12,6 %        | 1     |
| RDP       | 17 ▼    | 3,0 % ▼       | 0 ▼   |
| NUDO      | 13      | 2,3 %         | 0     |
| Insgesamt | 571 ▲   | 100 %         | 5     |